# Пожарское (Крым)
Пожа́рское (до 1948 года Булгана́к-Бодра́к; укр. Пожарське, крымскотат. Bulğanaq Badraq, Булгъанакъ Бадракъ) — село в Симферопольском районе Республики Крым, центр Пожарского сельского поселения (согласно административно-территориальному делению Украины — Пожарского сельского совета Автономной Республики Крым).

## Население
| 2001 | 2014  |
| ---- | ----- |
| 1754 | ↘1426 |

Всеукраинская перепись 2001 года показала следующее распределение по носителям языка
| Язык             | Процент |
| ---------------- | ------- |
| русский          | 64,88   |
| крымскотатарский | 18,36   |
| украинский       | 15,11   |
| другие           | 0,18    |

### Динамика численности
| - 1805 год — 82 чел. - 1864 год — 46 чел. - 1889 год — 153 чел. - 1892 год — 13 чел. - 1926 год — 183 чел. | - 1939 год — 195 чел. - 1989 год — 1356 чел. - 2001 год — 1754 чел. - 2009 год — 1754 чел. - 2014 год — 1426 чел. |

## Современное состояние
В Пожарском 15 улиц и 2 переулка, площадь, занимаемая селом — 150,3 гектара, количество дворов — 517, в которых, по данным сельсовета на 2009 год, числилось 1754 жителя. В селе имеется муниципальное бюджетное общеобразовательное учреждение
«Пожарская школа», детский сад «Сказка», амбулатория, сельская администрация, винзавод, клуб, церковь священномученика Порфирия и новомучеников Крымских, мечеть «Булганак Бадрак джамиси», несколько магазинов и баров.

## География
Село расположено примерно в 20 километрах (по шоссе) к западу от столицы Крыма Симферополя, в 0,9 км (по региональному шоссе 35Н-547, по украинской классификации С-0-11354) от автодороги 35-К-011 Симферополь — Николаевка, в 23 км от посёлка Николаевка, который находится на берегу Чёрного моря. Пожарское расположено в долине реки Западный Булганак, в предгорном районе юго-западной части Крымского полуострова, высота центра села над уровнем моря — 132 м. Южнее села, на левом берегу реки Западный Булганак, расположено урочище «Плачущая скала», в 1979 году объявленный ботаническим заказником местного значения, с 1989 года — ландшафтный заказник общегосударственного значения, с общей площадью 21,7 гектара.

## История
Заселение данной местности началось ещё задолго до нашей эры — в районе села много курганов, у их подножия, при вспашке поля были найдены остатки наконечников стрел, панциря и другие вещи. Обнаружены остатки позднескифского городища (крепости) с двойной линией оборонительных укреплений и могильник того же времени, за которым закрепилось название «Булганакское городище». Поселение раскапывалось экспедицией Симферопольского университета под руководством И. Н. Храпунова в 1981—1990 годах, которая установила, что крепость была основана примерно в III веке до н. э. скифами и могла носить название либо, как упоминаемый Страбоном Палакий, либо Хабеи. Была разрушена в результате походов понтийского полководца Диофанта в конце II века до н. э., но просто поселение существовало ещё более 200 лет и погибло при вторжении аланов в III веке.
При распахивании поля было обнаружено погребение и памятник, с указанием даты, соответствующей 1262 году современного календаря. Упоминается …благоустроенная деревня Булганак с соборной мечетью в «Книге путешествий» Эвлии Челеби под 1667 годом.

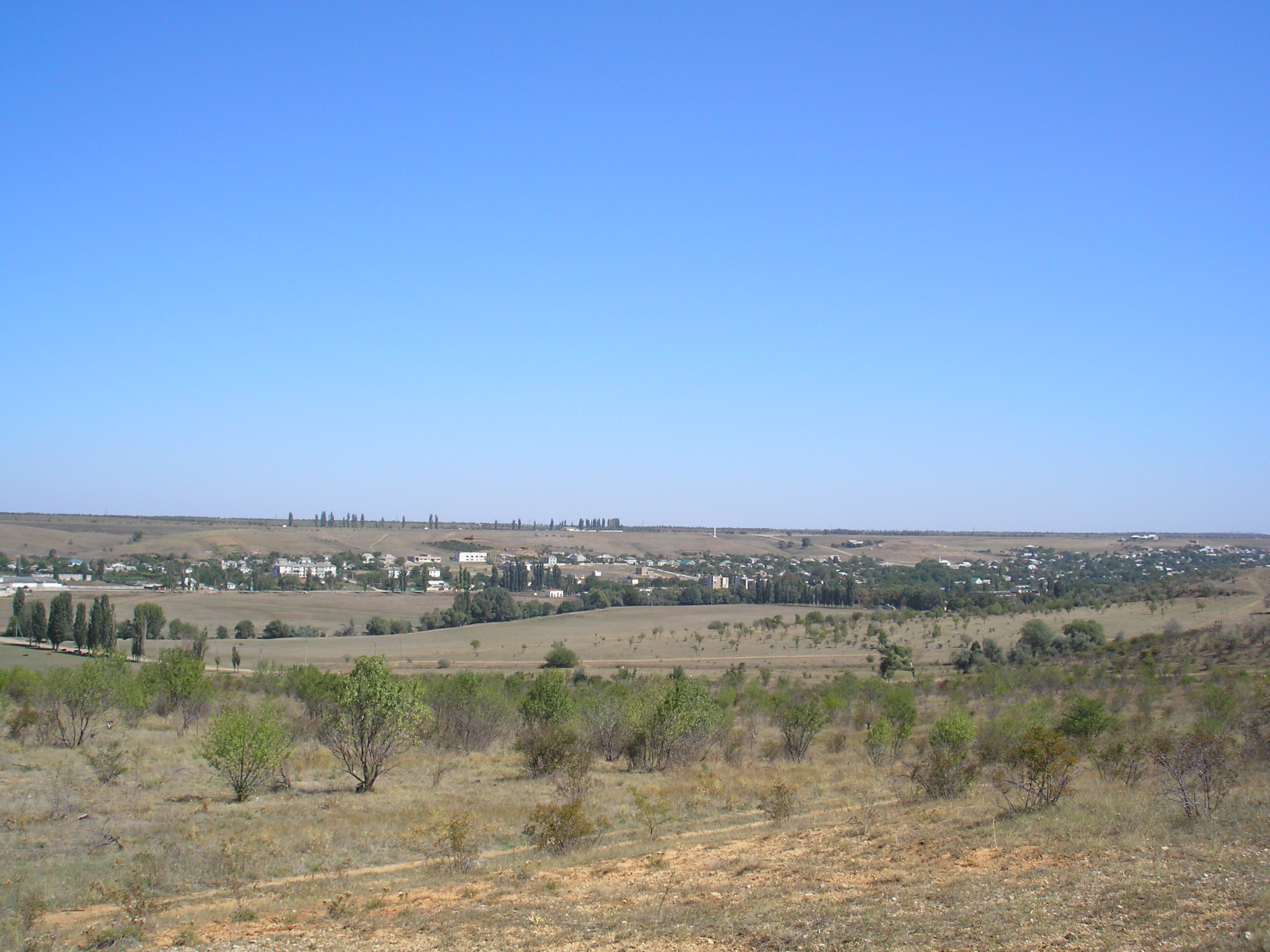

Первоначально село называлось Бодрак, затем его стали называть Булганак-Бодрак (по имени реки Западный Булганак), чтобы избежать путаницы с селом Тав-Бодрак. Упоминание селения встречается в Камеральном Описании Крыма… 1784 года, судя по которому, в последний период Крымского ханства Багадырак входил в Бахчисарайский кадылык Бахчисарайского каймаканства. После присоединения Крыма к России (8) 19 апреля 1783 года, (8) 19 февраля 1784 года, именным указом Екатерины II сенату, на территории бывшего Крымского Ханства была образована Таврическая область и деревня была приписана к Симферопольскому уезду. После Павловских реформ, с 1796 по 1802 год, входила в Акмечетский уезд Новороссийской губернии. По новому административному делению, после создания 8 (20) октября 1802 года Таврической губернии, Бадрак был включён в состав Актачинской волости Симферопольского уезда.
По Ведомости о всех селениях в Симферопольском уезде состоящих с показанием в которой волости сколько числом дворов и душ… от 9 октября 1805 года, в деревне Бадрак числилось 17 дворов и 82 жителя, исключительно крымских татар, земля принадлежала статскому советнику Мегемедчи-бею. На военно-топографической карте генерал-майора Мухина 1817 года Бадрак обозначен с 14 дворами. После реформы волостного деления 1829 года Болганак Бодрак, согласно «Ведомости о казённых волостях Таврической губернии 1829 года», отнесли к Яшлавской волости (преобразованной из Актачинской). На карте 1836 года в деревне 12 дворов. Затем, видимо, вследствие эмиграции крымских татар в Турцию, деревня опустела и на карте 1842 года Бадрак обозначен условным знаком «малая деревня», то есть, менее 5 дворов.
В 1860-х годах, после земской реформы Александра II, деревню приписали к Сарабузской волости. В «Списке населённых мест Таврической губернии по сведениям 1864 года», составленном по результатам VIII ревизии 1864 года, Булганак-Бадрак — владельческая татарская и русская деревня, с 9 дворами, 46 жителями и мечетью при рекѣ Булганакѣ (на трёхверстовой карте 1865—1876 года в деревне Бодрак 20 дворов). В «Памятной книге Таврической губернии 1889 года» по результатам Х ревизии 1887 года записан Булганак-Бадрак с 30 дворами и 153 жителями.
После земской реформы 1890-х годов деревню передали в состав новой Булганакской волости. По «…Памятной книжке Таврической губернии на 1892 год» в деревне Булганак-Бадрак, входившей Эскендерское сельское общество, числилось 13 жителей в 29 домохозяйствах. На подробной карте 1892 года в деревне обозначено 18 дворов с татарским населением. По «…Памятной книжке Таврической губернии на 1902 год» в волости числилась деревня Булганак-Бадрак, без указания числа жителей и домохозяйств, а также принадлежности к сельским обществам. На 1902 год в деревне имелась больница на 7 коек, работали врач и фельдшер. В Статистическом справочнике Таврической губернии 1915 года Булганак-Бадрак ни под каким видом не значится.

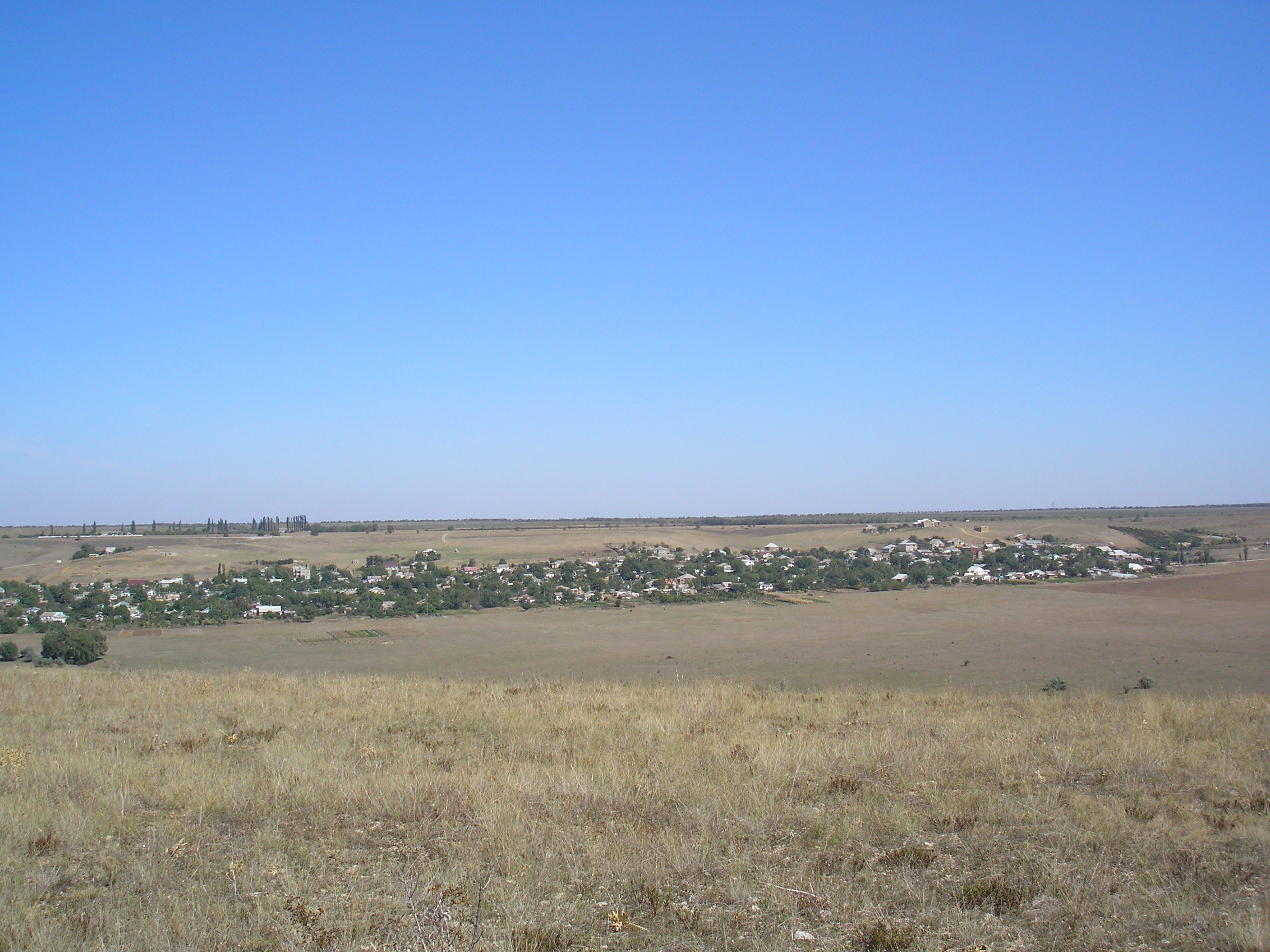

После установления в Крыму Советской власти, по постановлению Крымревкома от 8 января 1921 года была упразднена волостная система и село включили в состав вновь созданного Подгородне-Петровского района Симферопольского уезда, а в 1922 году уезды получили название округов. 11 октября 1923 года, согласно постановлению ВЦИК, в административное деление Крымской АССР были внесены изменения, в результате которых был ликвидирован Подгородне-Петровский район и образован Симферопольский и село включили в его состав. Согласно Списку населённых пунктов Крымской АССР по Всесоюзной переписи 17 декабря 1926 года, в селе Булганак-Бодрак, Булганакского сельсовета Симферопольского района, числилось 47 дворов, из них 45 крестьянских, население составляло 183 человека, из них 115 татар, 22 немца, 25 русских, 14 украинцев, 5 евреев, 2 белоруса, действовала русская школа.
Вскоре после начала Великой Отечественной войны, в соответствии с указом от 28 августа 1941 года, крымские немцы были выселены, сначала в Ставропольский край, а затем в Сибирь и северный Казахстан. На фронтах Великой Отечественной войны сражались 85 жителей села, 27 — погибли, 18 — награждены боевыми орденами и медалями СССР.
В 1944 году, после освобождения Крыма от фашистов, согласно Постановлению ГКО № 5859 от 11 мая 1944 года, 18 мая крымские татары были депортированы в Среднюю Азию. 12 августа 1944 года было принято постановление № ГОКО-6372с «О переселении колхозников в районы Крыма» и в сентябре 1944 года в район приехали первые новоселы (214 семей) из Винницкой области, а в начале 1950-х годов последовала вторая волна переселенцев из различных областей Украины. С 25 июня 1946 года Булганак-Бодрак в составе Крымской области РСФСР. Указом Президиума Верховного Совета РСФСР от 18 мая 1948 года, Булганак-Бадрак переименовали в Пожарское. 26 апреля 1954 года Крымская область была передана из состава РСФСР в состав УССР. Решением Крымоблисполкома от 8 сентября 1958 года № 834 в состав Пожарского включено село Солнечное. Время включения в состав Водновского сельсовета пока не установлено: на 15 июня 1960 года село уже числилось в его составе.
Указом Президиума Верховного Совета УССР «Об укрупнении сельских районов Крымской области», от 30 декабря 1962 года Пожарское присоединили к Бахчисарайскому району, а 1 января 1965 года, указом Президиума ВС УССР «О внесении изменений в административное районирование УССР — по Крымской области», включили в состав Симферопольского. В период с 1 января по 1 июня 1977 года в село был перенесён центр сельсовета. С 12 февраля 1991 года село в восстановленной Крымской АССР, 26 февраля 1992 года переименованной в Автономную Республику Крым. С 21 марта 2014 года в составе Крыма аннексировано Россией.